# Electrólisis alcalina de agua

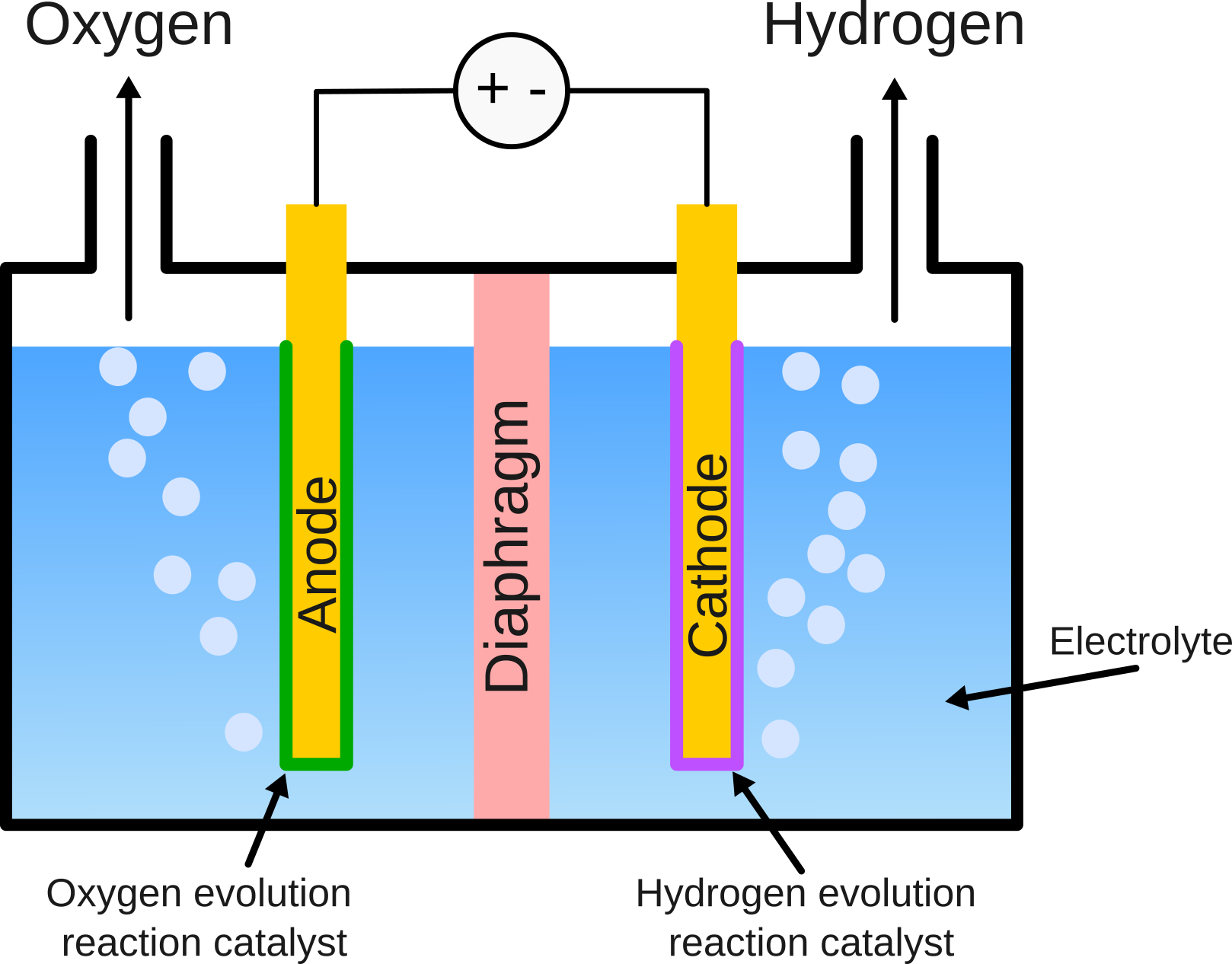
Esquema de la electrólisis alcalina de agua

La electrólisis alcalina de agua es un proceso electrolítico del agua que se caracteriza por tener dos electrodos que funcionan en una disolución electrolítica alcalina líquida de hidróxido de potasio (KOH) o hidróxido de sodio (NaOH). Estos electrodos están separados por un diafragma, separando los gases del producto y transportando los iones de hidróxido (OH−) de un electrodo al otro. Los electrolizadores de agua a base de níquel de última generación con electrolitos alcalinos conducen a eficiencias competitivas o incluso mejores que la electrólisis con membrana de intercambio de protones (PEM) del agua con electrocatalizadores a base de metales del grupo del platino.
La tecnología tiene una larga historia en la industria química. La primera demanda a gran escala de hidrógeno surgió a fines del siglo XIX para aeronaves más ligeras que el aire, y antes del advenimiento del reformado con vapor en la década de 1930, la técnica era competitiva.
En el contexto de la descarbonización de la industria, la electrólisis del agua alcalina puede considerarse una tecnología importante que permite una conversión y un almacenamiento de energía eficientes.

## Estructura y materiales
Los electrodos suelen estar separados por una fina lámina porosa (con un espesor de entre 0,050 y 0,5 mm), comúnmente conocido como diafragma o separador.  El diafragma no es conductor de electrones, lo que evita cortocircuitos eléctricos entre los electrodos y permite distancias pequeñas entre los electrodos. La conductividad iónica es suministrada por la disolución alcalina acuosa, que penetra en los poros del diafragma. El diafragma de última generación es Zirfon, un material compuesto de dióxido de circonio y polisulfona. El diafragma evita además la mezcla del hidrógeno y el oxígeno producidos en el cátodo y el ánodo, respectivamente.
Por lo general, los metales a base de níquel se utilizan como electrodos para la electrólisis de agua alcalina. Considerando los metales puros, el níquel es el metal no noble menos activo. El alto precio de los buenos electrocatalizadores de metales nobles como los metales del grupo del platino y su disolución durante la evolución del oxígeno es un inconveniente. El níquel se considera más estable durante la evolución del oxígeno, pero el acero inoxidable ha mostrado una buena estabilidad y una mejor actividad catalítica que el níquel a altas temperaturas durante la reacción de evolución del oxígeno (OER).
Se pueden lograr catalizadores de níquel de área superficial alta mediante la desaleación de aleaciones de níquel-cinc o níquel-aluminio en disolución alcalina, comúnmente conocido como níquel Raney . En las pruebas de celdas, los electrodos de mejor rendimiento consistían en aleaciones de níquel pulverizadas al vacío con plasma en mallas de níquel y mallas de níquel galvanizadas en caliente. Este último enfoque podría ser interesante para la fabricación industrial a gran escala, ya que es barato y fácilmente escalable.

## Ventajas con respecto a la electrólisis PEM del agua
En comparación con la electrólisis de agua con electrolitos poliméricos (PEM), las ventajas de la electrólisis alcalina del agua son principalmente:
1. Catalizadores más económicos con respecto a los catalizadores basados en el grupo de metales del platino utilizados para la electrólisis PEM del agua.
2. Mayor durabilidad, debido a un electrolito intercambiable y menor disolución del catalizador anódico.
3. Mayor pureza del gas debido a la menor difusividad del gas en electrolito alcalino.